# Zuidrijns voetbalkampioenschap 1918/19
In 1918/19 werd het zeventiende Zuidrijns voetbalkampioenschap gespeeld, dat georganiseerd werd door de West-Duitse voetbalbond. Er was geen verdere eindronde meer voor de kampioenen.  

## Kreisliga

### Groep Keulen-Bonn
De eindstand van de groepsfase is niet meer bekend, enkel de finale
Finale
| Team 1       | Uitslag  | Team 2        |
| ------------ | -------- | ------------- |
| Bonner FV 01 | 3:1, 6:3 | CfR 1899 Cöln |

### Groep Siegerland
| Plaats | Club                  | Wed. | W | G | V | Saldo | Ptn.  |
| ------ | --------------------- | ---- | - | - | - | ----- | ----- |
| 1.     | SV Germania 07 Siegen | 10   |   |   |   | 47:10 | 18:2  |
| 2.     | FC Jahn Siegen        | 10   |   |   |   | 64:16 | 17:3  |
| 3.     | VfB Weidenau          | 10   |   |   |   | 24:21 | 10:10 |
| 4.     | BC Siegen 07          | 10   |   |   |   | 16:38 | 9:11  |
| 5.     | TV Eintracht Siegen   | 10   |   |   |   | 11:34 | 3:17  |
| 6.     | SK Sigambria Geisweid | 10   |   |   |   | 6:49  | 2:18  |

|  | Groepswinnaar |